# Hector Boece

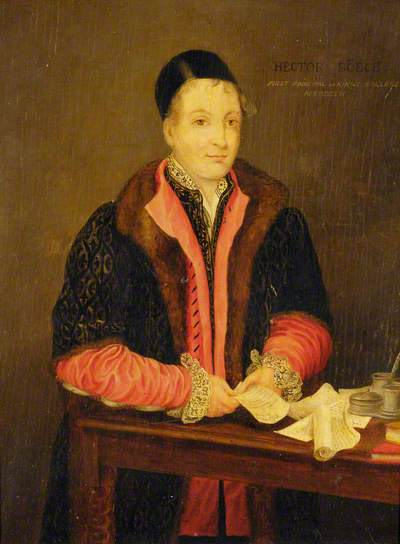
Hector Boece

Hector Boece of Boyce (Dundee, 1465 - Aberdeen, 1536) was een Schots filosoof en historicus.
Boece ging naar school in Dundee en studeerde vervolgens filosofie in Parijs. Hij gaf daar ook les en leerde er Erasmus kennen, met wie hij levenslang bevriend zou blijven. Rond 1500 verliet hij Parijs en keerde hij terug naar Schotland, waar hij kanunnik werd in de plaatselijke kathedraal en aan het hoofd kwam te staan van de pas gestichte universiteit van Aberdeen.
Naast zijn inspanningen voor de opbouw van de universiteit schreef hij twee werken, in het Latijn. In 1522 verscheen Vitae Episcoporum Murthlacensium et Aberdonensium (een biografie van de bisschoppen van Murthlack en Aberdeen) en in 1527 werd zijn bekendste werk gepubliceerd:
Historia Gentis Scotorum, een geschiedschrijving van het Schotse volk. Dit laatste werk werd vrij populair, maar wordt nu beschouwd als weliswaar interessant, maar zeer patriottistisch en onnauwkeurig. Het werd uit het Latijn vertaald in het Frans en vervolgens in 1536 in het Schots door John Bellenden en in het Engels door Raphael Holinshed. Het verhaal over de Schotse koning Macbeth vormde de inspiratie voor het gelijknamige toneelstuk van William Shakespeare.
- Bibsys: 5070535
- Biblioteca Nacional de España: XX1206998
- Bibliothèque nationale de France: cb125571787 (data)
- Catàleg d'autoritats de noms i títols de Catalunya: 981058512098006706
- CiNii: DA11872393
- Digitale Bibliotheek voor de Nederlandse Letteren: boec041
- Gemeinsame Normdatei: 10421161X
- International Standard Name Identifier: 0000 0000 7971 2297
- Library of Congress Control Number: nr93001220
- Nationale Bibliotheek van Tsjechië: hka2013765882
- Nationale bibliotheek van Australië: 36185296
- Nationale Bibliotheek van Israël: 987007284124705171
- Nederlandse Thesaurus van Auteursnamen: 07100582X
- Réseau des bibliothèques de Suisse occidentale: 02-A013770802
- Istituto Centrale per il Catalogo Unico: BVEV029154
- LIBRIS: 358470
- SNAC: w6tq5znh
- Système universitaire de documentation: 06703666X
- Trove: 1225645
- Virtual International Authority File: 17337454
- WorldCat: E39PBJgXdDVQQXbBTHchQR8cT3